# Eupelmus carinatus
Eupelmus carinatus är en stekelart som beskrevs av Jean-Jacques Kieffer 1905. Eupelmus carinatus ingår i släktet Eupelmus och familjen hoppglanssteklar. Inga underarter finns listade i Catalogue of Life.